# Strangalia pseudocantharidis
Strangalia pseudocantharidis es una especie de escarabajo longicornio del género Strangalia, categorizada en la tribu Lepturini, de la subfamilia Lepturinae. Fue descrita por Giesbert en 1985.

## Descripción
Mide 11-15 mm de longitud.

## Distribución
Se distribuye por Costa Rica y Panamá.